# Livia Thür
Pour les articles homonymes, voir Thür (homonymie).
Livia M. Thür, née en 1928 à Mosonszolnok, en Hongrie et morte en 2020, est une sociologue, économiste et administratrice gouvernementale hongroise. Elle a fait sa carrière au Québec. 

## Biographie
Née à Mosonszolnok, en Hongrie, en 1928, Livia Thür part faire ses études en Belgique, à l'Université catholique de Louvain. Elle y a un obtenu un doctorat en droit en 1952, une licence en sciences politiques diplomatiques en 1953 et une licence en sciences économiques en 1955. À la suite de cela, elle reste à Louvain comme assistante de recherche à l'Institut de recherche économique et social de l'université de Louvain. Elle y rencontre Maurice Bouchard de l’Université de Montréal ; ce dernier l'invite à rejoindre le département de sciences économiques de l'Université de Montréal en 1959. Après son doctorat, elle occupe le poste de professeure agrégée dans ce même département.
Elle est mariée à Otto Thür, lui-même vice-doyen de la faculté des sciences sociales et directeur du département des sciences économiques de l'université de Montréal.
Livia Thür est morte le 9 mai 2020.

## Carrière
Livia Thür enseigne l'histoire de la pensée économique et la théorie du commerce international à la faculté des sciences sociales de l'université de Montréal. En 1967, elle est la première femme a siéger sur le nouvellement créé conseil de l'université de Montréal.
Elle est introduite par Gilles Boulet à la toute jeune université du Québec à Trois-Rivières, où elle devient la première vice-rectrice à l’enseignement et à la recherche en 1970 : elle devient ainsi la première femme à occuper un poste aussi élevé dans la hiérarchie universitaire au Québec. 
Elle a siégé à de nombreux conseils, comme le Conseil supérieur de l'éducation (1968-1971), le conseil des études de l'université du Québec (1969-1973) et les conseils d'administration de Bell Canada et de la Corporation de développement du Canada.
En 1974, elle prend une année sabbatique et est élue première présidente de l'ACFAS. Après avoir été administratrice du milieu universitaire, elle fait ses premiers pas dans les instances gouvernementales, et devient secrétaire adjointe principale du ministère d'État aux sciences et à la technologie. Dans les années 1980, elle occupe le poste de vice-présidente associée à l'Office national de l'énergie.

## Engagement
Sans se dire féministe, Livia Thür s'engage pour la reconnaissance des femmes en sciences, en recherche et en administration. 

« Je ne suis pas féministe; jamais je ne réclamerai qu'un poste soit accordé de préférence a une femme, mais à compétence égale, je crois qu’il est temps que les femmes prennent les places qui leur reviennent. S'il y a des femmes qui ont les qualifications requises pour remplir un poste et l'intérêt qu'il faut, il n’y a, à mon avis, aucune raison de suivre la tradition en donnant ces postes exclusivement aux hommes. Si par cette nomination, je peux aider à créer des traditions nouvelles et ouvrir la porte à d'autres femmes, j’en serai doublement heureuse. »

Elle participe à de nombreux colloques ou tables rondes autour de ces thématiques, donnant par exemple une communication intitulée La femme et le monde économique durant le colloque sur les possibilités des femmes dans le monde moderne sur les plans les plus divers (novembre 1962), ou en développant des moyens d'actions pour la mère de famille, comme gérer idéalement un budget.